# Usingen
Usingen település Németországban, Hessen tartományban. Lakosainak száma 15 095 fő (2023. december 31.).

## Népesség
A település népességének változása:
| Lakosok száma | 13 017 | 14 437 | 14 505 | 14 733 | 14 926 | 15 095 |
|               | 2015   | 2017   | 2019   | 2021   | 2022   | 2023   |